# Октябрьский (Зыряновский район)
Октябрьский (каз. Октябрьский) — посёлок в Алтайском районе,  Восточно-Казахстанской области Казахстана. Административный центр Октябрьской поселковой администрации. Находится примерно в 51 км. к западу от районного центра, города Алтай. Код КАТО — 634841100.

## География
Находится в 139 км к юго-востоку от Усть-Каменогорска на правом берегу Бухтарминского водохранилища. Пристань. Железнодорожная станция Бухтарма.
В непосредственной близости от посёлка находится цементный завод, ранее известный как Усть-Каменогорский цементный завод. По состоянию на 2012 год принадлежит ОАО «Бухтарминская цементная компания».
В состав Октябрьского поселкового округа также включены станции Бухтарма  и Селезнёвка и село Сажаевка.

## Население
В 1999 году население посёлка составляло 2045 человек (963 мужчины и 1082 женщины). По данным переписи 2009 года, в посёлке проживало 1797 человек (854 мужчины и 943 женщины).